# Santa María Hamuch
Santa María Hamuch es una localidad del municipio de Espita en el estado de Yucatán localizado en el sureste de México.

## Toponimia
El nombre (Santa María Hamuch) hace referencia a María de Nazaret y Hamuch proviene del idioma maya.

## Hechos históricos
- En 1950 cambia su nombre de Humuch a Santa María Hamuch.
- En 1990 cambia a Santa Teresa Hamuch.
- En 1995 cambia a Santa María Hamuch.